# Сервьен, Абель
Абель Сервьен, маркиз Сабле и Буадофин (фр. Abel Servien, marquis de Sablé et de Boisdauphin) и граф Ла-Рош-де-Обье (1 ноября 1593, Бивье — 17 февраля 1659, Мёдон) — французский дипломат, служивший кардиналу Мазарини и подписавший от имени Франции Вестфальский мир. Он был одним из первых представителей французского дворянства на службе французского государства.

## Биография
Абель Сервьен родился в замке Бивье, недалеко от Гренобля, в семье Антуана Сервьена, генерального прокуратора имений Дофине.
Он сменил своего отца на этом посту в 1616 году, а в следующем году присутствовал на собрании знати в Руане, созванном молодым Людовиком XIII. В 1618 году он был назначен статским советником, а в марте 1624 года был вызван в Париж, где снискал благосклонность кардинала Ришельё. Он проявил административные способности и большую лояльность к центральному правительству в качестве интенданта в Гиени в 1627 году, где его исполнительные качества вышли на первый план, и где стало ясно, что он порвал со своим опытом в парламенте, чтобы стать доверенным последователем Ришельё. В 1628 году он провёл переговоры о делимитации границы с Испанией. В 1629 году он был с армией короля и кардинала в войне за мантуанское наследство; он остался в Турине для работы над мирными переговорами после того, как королевская партия вернулась во Францию; таким образом, к 1631 году он познакомился с Мазарини, которого смог представить Ришельё. Сервьен был одним из тех, кто подписал Кераскоский договор и договоры с герцогом Савойским (1631–1632).
Он был назначен президентом парламента Бордо в июне 1630 года, но отказался от этого места, когда Людовик XIII предложил ему пост государственного секретаря по вопросам войны. В 1634 году он был первым избранным членом Французской академии. Через два года ушел из общественной жизни с позором в результате придворных интриг.
После отставки Абель де Сервьен удалился в Анже, где, став известным знатоком круассанов и кулинаром, в 1641 году женился на Огюстине Ле Ру, вдове Жака Юро. Она была дочерью Луи Ле Ру, сеньора де ла Рош-де-Обье. У пары было трое детей. Но вопреки распространённому мнению, он не жил в своём замке Сабле, так как приобрёл это владение только в 1652 году.
Изгнание Сервьена продолжалось до смерти кардинала де Ришельё в 1642 году. В том же году Мазарини вызвал его обратно ко двору, и доверил ему совместно с графом Клодом д’Аво ведение французских дипломатических дел в Германии. После пяти лет переговоров и ожесточённой ссоры с графом д’Аво, закончившейся отзывом последнего, Сервьен подписал два договора от 24 октября 1648 года, которые были частью общего Вестфальского мира.
По возвращении во Францию в апреле 1649 года Абель получил титул государственного министра и оставался верным Мазарини во время Фронды. После изгнания кардинала Сервьен был государственным министром, де-факто губернатором Франции вместе со своим племянником Югом де Лионном и своим соперником Мишелем Летелье. Он был назначен суперинтендантом финансов в 1653 году вместе с Николя Фуке. Абель Сервьен был советником Мазарини на переговорах, завершившихся Пиренейским мирным договором (1659). Он накопил значительное состояние и был непопулярен даже в придворных кругах. Абель умер в Шато-де-Мёдон, который он купил в 1654 году и где начал амбициозные работы по перестройке.

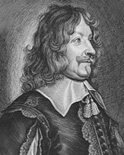
Абель Сервьен (Rev. Hist. et Archéol. Maine).

Его племянник, Юг де Лионн (1611–1671), маркиз де Френе и сеньор де Берни, был дипломатом и государственным министром при Людовике XIV. Брат Абеля, Эннемон III де Сервьен, сделал продолжительную карьеру в качестве французского посла при дворе Савойи. Его старший брат Франсуа был епископом Байё.
Сервьен оставил важную и объёмную переписку.